# Тыквенное масло

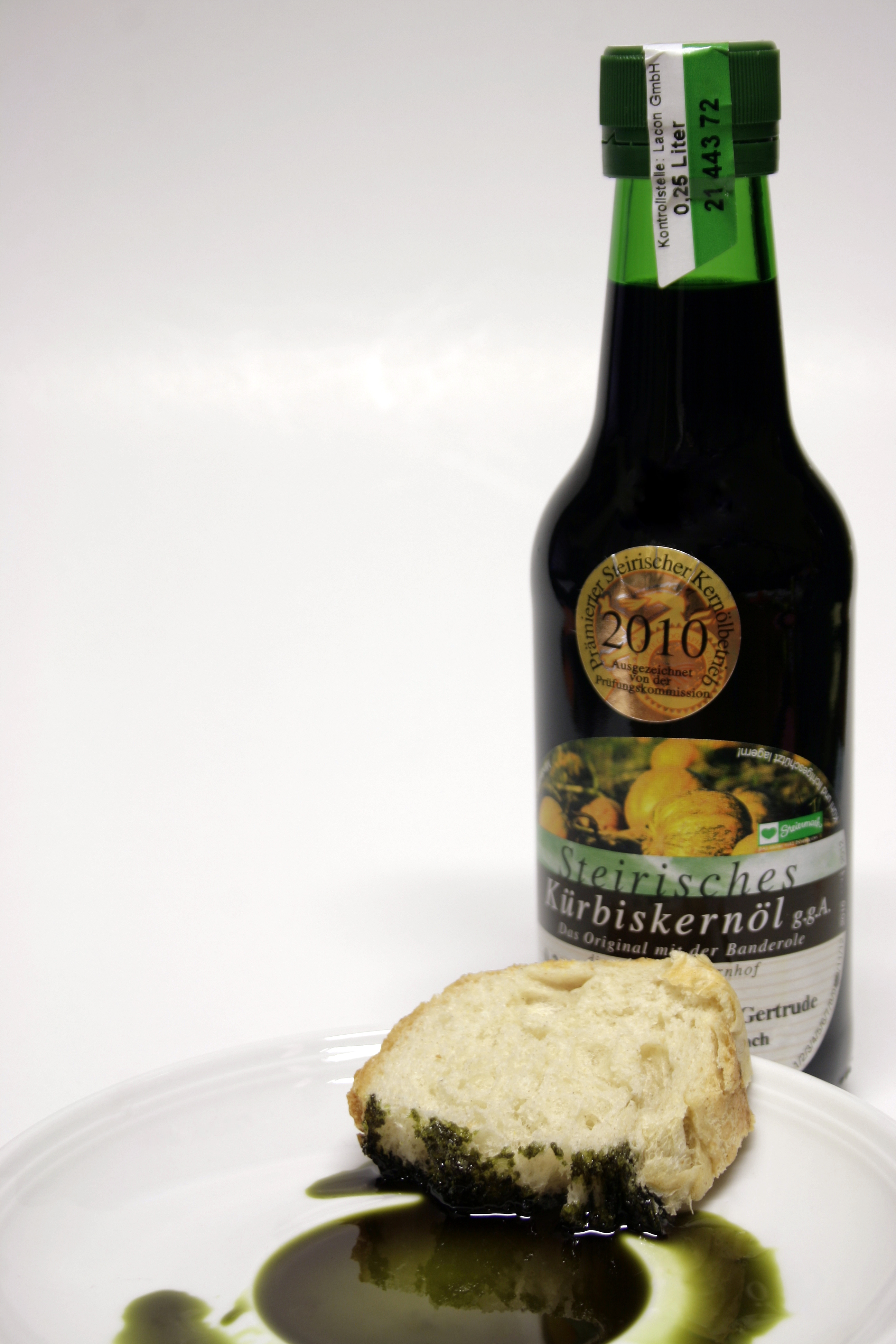
Масло Steirisches Kürbiskernöl (PDO 1996) из Австрии

Тыквенное масло получают из семян тыквы методом холодного прессования. Химический состав продукта: триглицериды, эфирные масла, фосфолипиды, токоферолы, каротиноиды, пектины, стерины, витамины А, Е и F, селен. Масло богато белком, полиненасыщенными жирными кислотами, цинком.
Аромат у тыквенного масла ореховый, вкус имеет лёгкую горчинку. Цвет от тёмно-жёлтого и светло-красного до тёмно-зелёного и даже почти чёрного, из-за чего в странах Восточной Европы его иногда называют «чёрным золотом». В Германии, например, оно всегда ценилось не ниже лучших образцов оливкового масла. Содержание масла в ядрах может достигать 48—54 %, белка — до 40 %.

## Регионы производства
Масло из семян тыквы веками давят практически во всей Центральной и Восточной Европе. Особого качества достигли производители из федеральной земли Штирия (нем. Steirisches Kürbiskernöl) в Австрии и из исторических областей Нижняя Штирия и Прекмурье (словен. Štajersko prekmursko bučno olje) в Словении. Оба этих продукта в 1996 и в 2012 годах соответственно Европейская комиссия зарегистрировала в статусе PGI (Защищённое географическое указание). В России тыквенное масло самого высокого качества получали в Самарской губернии уже с конца XIX века. В XXI веке большой интерес к производству продукта проявляют предприниматели КНР.

## Внутреннее применение
Тыквенное масло имеет достаточно резкий запах, кроме того, тыквенное масло подвергается обработке, но при этом сохраняет все питательные свойства. Его употребляют в сыром виде: в качестве заправки к салатам и кашам, используют как основу для соусов.
Препараты, основанные на масле семян тыквы, используются в альтернативной медицине в качестве гепатопротекторных средств, хотя доказательств их эффективности не существует.

## Наружное применение
Практикуют наружное использование тыквенного масла для удаления прыщей, лечения диатеза и грибковых поражений, для быстрого снятия реакции на укусы насекомых. Его применяют при термических или химических ожогах, смазывая поражённые участки кожи или накладывая увлажнённые марлевые повязки. У людей с чувствительной кожей масло может вызвать аллергическую реакцию.